# Praya East Reclamation Project
| Schmalspurbahn (1067 mm) an der Morrison Hill Quarry um 1922 Unterquerung der Hennessy Road Bridge am Bowrington Canal |                    |                                              |                                              |
| Spurweite: | 600 mm und 1067 mm |                                              |                                              |
| |                    |                                              |                                              |
| \| \| \| Morrison Hill Quarry \| \| \| \| Am Bowrington Canal und auf der Heard Street \| \| \| \| Hennessy Road (Hong Kong Tramways) \| \| \| \| Am Bowrington Canal und auf der Stuart Road \| \| \| \| Praya East Reclamation Project \| |                    |                                              |                                              |
| Betriebs-/Güterbahnhof Streckenanfang (Strecke außer Betrieb) · U-Bahn-Betriebs-/Güterbahnhof Streckenanfang (Strecke außer Betrieb) |                    | Morrison Hill Quarry                         | Morrison Hill Quarry                         |
| Strecke (außer Betrieb) · U-Bahn-Strecke (außer Betrieb) |                    | Am Bowrington Canal und auf der Heard Street | Am Bowrington Canal und auf der Heard Street |
| Kreuzung geradeaus unten (Strecke geradeaus außer Betrieb) · U-Bahn-Kreuzung mit Eisenbahn (Strecke geradeaus außer Betrieb) |                    | Hennessy Road (Hong Kong Tramways)           | Hennessy Road (Hong Kong Tramways)           |
| Strecke (außer Betrieb) · U-Bahn-Betriebs-/Güterbahnhof Streckenende (Strecke außer Betrieb) |                    | Am Bowrington Canal und auf der Stuart Road  | Am Bowrington Canal und auf der Stuart Road  |
| Betriebs-/Güterbahnhof Streckenende (Strecke außer Betrieb) |                    | Praya East Reclamation Project               | Praya East Reclamation Project               |

Beim Praya East Reclamation Project (chinesisch 海旁東填海計劃 / 海旁东填海计划, Pinyin Hǎipáng Dōng tiánhǎi jìhuà, Jyutping Hoi2pong4 Dung1 tin4hoi2 gai3waak6, englisch Praya East Reclamation Scheme)  a zur Landgewinnung in Hongkong betrieb die Sang Lee & Co. um 1921–1929 zwei Feldbahnen mit Spurweiten von 600 mm und 1067 mm (3½ Fuß).

## Geschichte
Auf Hong Kong Island verlief die alte Küstenlinie Praya East bis 1921 entlang der heutigen Johnston Road. 1921 erhielt die Firma Sang Lee & Co., deren Angebot mit 2.397.323,00 HK$ das niedrigste war, den Auftrag für die Landgewinnung erforderlichen Erdbewegungsarbeiten. Das nach der alten Küstenlinie benannte Landgewinnungsprojekt dauerte vom 1. November 1921 bis 31. Mai 1929.

### Handbetriebene Decauville-Bahn mit600 mm Spurweite
In den 1920er Jahren wurde in Hong Kong für das Praya East Reclamation Project eine handbetriebene Decauville-Bahn auf der Heard Street verlegt, um Sand, Erde und Gestein vom Steinbruch am Morrison Hill zum Landegwinnungsprojekt an der Küste zu transportieren. Der von der Kolonialverwaltung beauftragte Bauunternehmer, die Firma Sang Lee & Co., setzte dafür in Frankreich hergestelltes, leicht zu verlegendes fliegendes Gleis sowie 50 Decauville-Kipploren.

### Dampflokbetriebene Schmalspurbahn mit 1067 mm Spurweite

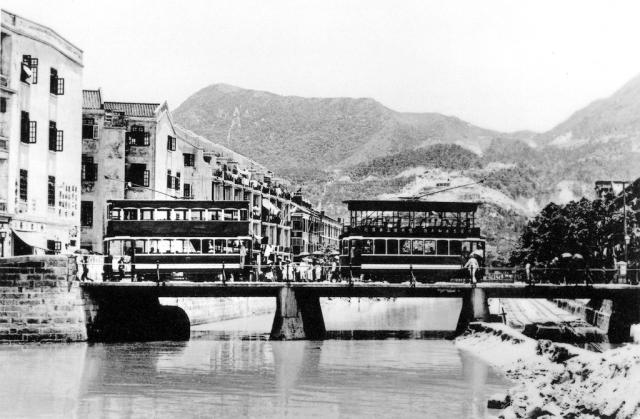
Unterquerung der Hennessy Road Bridge am Bowrington Canal

In den 1920er Jahren wurde in Hong Kong für das Praya East Reclamation Project eine Dampf-Schmalspurbahn entlang des Bowrington Canal verlegt, um Gestein vom Steinbruch am Morrison Hill zum Landegwinnungsprojekt an der Küste zu transportieren. Die Firma Sang Lee & Co., erwarb dafür vier Dampflokomotiven, 1,6 km schweres Schmalspur-Gleis mit einem Metergewicht von 17,5 kg/m (35 lbs/yard) und 3,2 km mittelschweres Gleis mit einem Metergewicht von 15 kg/m (30 lbs/yard) und 1,6 km leichtes Gleis mit 6 kg/m (12 lbs/yard). Darüber hinaus beschaffte sie Bausätze mit Achsgehäusen für einhundert hölzerne Seitenkipper mit einem Ladevolumen von jeweils 0,09 m³ (3¼ Kubikfuß).
Die dem Bowrington Canal entlangführende, zweigleisige Dampfeisenbahn wurde im Juli 1922 in Betrieb genommen, woraufhin der Transport mit den hölzernen Seitenkippern begann. Bis Ende des Jahres 1922 wurden 11.610 m³ (410.000 Kubikfuß) Gestein transportiert. Zusätzlich zu der Strecke am Bowrington Canal wurde auf der Heard Street ein Schmalspurgleis mit 1067 mm Spurweite verlegt, woraufhin ab März 1923 auch dort von Lokomotiven gezogene, hölzerne Seitenkipper eingesetzt wurden.
Im Steinbruch wurde das Gestein am oberen Ende einer Rinne von einem Bauarbeiter mit einer Hacke gelöst, und dann oberhalb der Felsen mit Brettern gespeichert, bis es über ein Brett in die Wagen rutschen konnte. Nachdem der Bauunternehmer etwa 1½ Jahre lang gearbeitet hatte, erschienen große Mengen an Felsbrocken in Schnittflächen des Steinbruchs. Das Entfernen dieser Felsbrocken erhöhte nicht nur die Kosten für die Beschaffung von Füllmaterial erheblich, sondern verlangsamte auch den Fortschritt der Landgewinnung solchen in solchem Maße, dass der Auftragnehmer bis spät in die Nacht arbeiten musste, um die Fortschritte bei der Ausführung der Arbeiten innerhalb der Vertragszeit konstant zu halten. Die Bedingungen verschlechterten sich zunehmend, so dass der Auftragnehmer im März 1924 berichtete, dass er die Arbeiten nicht zu seinem Vertragspreis von 0,23 HK$ ausführen könne. Die Kolonialverwaltung zahlte schließlich einen Aufpreis von 76 %, damit der Auftragnehmer die Arbeiten abschließen konnte.

## Landgewinnung
Durch die Landgewinnung gewonnene Fläche entwickelte sich kumuliert wie folgt:
| Jahr | Hektar  | Acres      | Prozent | Das durch die Landgewinnung gewonnene Gebiet, 1921–1929 |
| ---- | ------- | ---------- | ------- | ------------------------------------------------------- |
| 1924 | 14,6 ha | 36 Acres   | 40 %    | Das durch die Landgewinnung gewonnene Gebiet, 1921–1929 |
| 1925 | 17,8 ha | 44 Acres   | 49 %    | Das durch die Landgewinnung gewonnene Gebiet, 1921–1929 |
| 1926 | 23,7 ha | 58,5 Acres | 65 %    | Das durch die Landgewinnung gewonnene Gebiet, 1921–1929 |
| 1927 | 30,3 ha | 75 Acres   | 83 %    | Das durch die Landgewinnung gewonnene Gebiet, 1921–1929 |
| 1928 | 35,2 ha | 87 Acres   | 97 %    | Das durch die Landgewinnung gewonnene Gebiet, 1921–1929 |
| 1929 | 36,4 ha | 90 Acres   | 100 %   | Das durch die Landgewinnung gewonnene Gebiet, 1921–1929 |